# ستيفان بيرغيرون
ستيفان بيرغيرون هو سياسي كندي، ولد في 28 يناير 1965 في مونتريال في كندا. نشط حزبياً في الكتلة الكيبيكية.

## مناصب
- انتخب عضو مجلس العموم الكندي عن دائرة Verchères—Les Patriotes [الإنجليزية]‏ وقد انضم خلال فترته النيابية [الإنجليزية]‏ للكتلة البرلمانية الكتلة الكيبيكية.
- انتخب عضو مجلس العموم الكندي عن دائرة Verchères—Les Patriotes [الإنجليزية]‏ وقد انضم خلال فترته النيابية [الإنجليزية]‏ للكتلة البرلمانية الكتلة الكيبيكية.
- انتخب عضو الجمعية الوطنية في كيبك [الإنجليزية]‏ عن دائرة فيشير [الإنجليزية]‏ خلال فترته النيابية [الإنجليزية]‏ (12 ديسمبر 2005 – 1 أكتوبر 2018).
- انتخب عضو مجلس العموم الكندي عن دائرة Verchères—Les Patriotes [الإنجليزية]‏ وقد انضم خلال فترته النيابية [الإنجليزية]‏ (25 أكتوبر 1993 – 9 نوفمبر 2005) للكتلة البرلمانية الكتلة الكيبيكية.